# Митрополит рашко-призренски Мелентије
Мелентије Спандонидис (Серез-Сер, 28. јул 1824 — Призрен, 27. август 1895) био је епископ Српске православне цркве. Он се налазио на челу рашко-призренске митрополије од 2. августа 1854. до 27. августа 1895. године.

## Живот
Замонашио се новембра 1837. године, а јануара 1838. године постао је ђакон. Године 1849, завршио је богословију на Халки у Цариграду. Иван Јастребов је о њему написао: Митрополит пак стално живи у Призрену, овамо долази само ради скупљања своје мирије и то исто ради и по другим градовима, где такође живи по неколико месеци и сакупља мирије. Прави је танеимдар. Продаје светотајства. Ценка се за службу. Јастребов оптужује Мелентија и за уништавање српских цркава и фресака. Описује га као лукавог, не баш бистрог, а по образовању веома површног Грка, који је умео да се, захваљујући свом лицемерју, свакоме допадне. Правио се да гаји словенофилске симпатије према свему српском, међутим умео је да убеди неписмене староседеоце Србе да обнављају храм тако што се стари живопис уништава, а наместо њега долази живопис дебарских икономазала. Тако су многе сеоске цркве уништаване. Под привидом да храму жели добро успевао је да монахе убеди да местимично оштећен живопис мењају новим. Његов циљ је био један — да искорени српски живопис који Србе подсећа на лепоту старих цркава у доба независне цркве и царства. Тако је поступио и са црквом Успења Богородице између Неродимља и Петрича. Срушио је стару цркву, подигао нову, тј. да се униште трагови старине, а нова да се не доврши. По смрти Дионисија, манастиром Свете Тројице у Мушутишту управља у својству епитропа, призренски власник хана и крчме Младен Чемерикић. Његова жена је била љубавница митрополита Мелетија, који је прогонио јеромонаха Серафима из истог манастира. Игуман истог манастира је у време Јастребова био ревносни и неуморни Никанор (Петроније). Њега преосвећени Мелетије, који душу своју полаже за новце не жели да произведе у јеромонаха јер је народ Никанора једном предложио да буде кандидат за призренског митрополита, уместо Мелетија, којим је народ био незадовољан.
Јастребов још пише о Мелетију да тадашњи митрополит ни о чему не брине више него о прикупљању својих прихода — таксе за венчања, за разводе и остало. По владичанству иде само у циљу тога и сасвим је заслужио назив који је добио у народу таксиљдара — сакупљач пореза. О просвећивању пастве уопште није бринуо. Небитно му је има ли или нема школе. Више је волео да рукоположи простог чувара крава него неког ко је завршио курс богословије. Зато су сви попови узимани или из реда ситних трговаца који се извлаче од посла, или међу газдама свратишта и крчми, или просто од слугу у дућанима трговаца тканином, само ако би митрополит добио 10 — 30 лира за ту милост. Било је случајева да рукоположени нису знали ни да читају ни да пишу. Многи нису ни познавали своје свештеничке обавезе.
Конзули Србије из Призрена су у својим извештајима спомињали и митрополита Мелентија. Тако конзул Лука Маринковић (који је касније убијен) пише у свом извештају од 16. мај 1890. о односу Мелентија према Србима протестантима у његовом крају, који су се у то време појавили под утицајем америчких мисионара. Чим је сазнао за њихово постојање позвао их је и тражио да се престану састајати на својим скуповима и да своје верске књиге спале, иначе ће их од цркве одлучити. Пошто су се томе опирали он је јавно у цркви поновио своје захтеве. Резлтат је био да се, од оних 12-14 протестантских породица, већина вратила старој православној цркви. Бранислав Нушић у свом извештају од 29. јануар 1890. спомиње извесног Бејту, муслиманског хајдука (разбојника), за којег се двоуми да ли је он био тај који је прошле године уценио митрополита Мелентија са 50 дуката. Нушић пише у извештају од 7.2.1890.: ...Ја сам већ у једном писму напоменуо да је он (Мехмед Хафиз) главни узрок затварању школа на Косову, као што је Мелентије главни узрок неотварању. Митрополит Мелентије, рашко-призренски и скендеријски је наредио 1865. године да се православни Спичани не мешану са католицма при ранијим заједничким богослужењима у манастиру Ратац. Прво је служена литургија па миса. Претходно је и Карло Потен увредио православне на једној миси, тако да су заједничка богслужења престала 1860. године.  Митрополит Мелентије је слабо водио рачуна о манастиру Довоља. Црква Светог Николе у Призрену је поплавом била затрпана крајем 18. века. 1857. године је обновљена благословом митрополита Мелетија, када су њени темељи откривени,приликом уређивања митрополитске баште. Проширена је и покривена дрвеним кровом, и о томе је над улаом у цркву остављен натпис.
Призренска богословија је свечано отворена у октобру 1871. године, као власништво Симе Андрејевића Игуманова Призренца, а са благословом митрополита рашко-призренског Мелентија.
За покатоличавање православних Срба Летнице и околних села, Иван Јастребов је навео као разлоге активности бискупа и неактивност Мелентија. Док је католички бискуп путовао од села до села свуда где је било католика, служио им и проповедао, да и околне православне покатоличи, Грк фанариот Мелентије ретко или никако је обилазио села, а када дође у коју варош, тражио је доброг тасиљдара, који ће му помоћи напунити џакове.